# Zohr
Zohr est un champ de gaz de la mer Méditerranée, au large de l'Égypte. Avec 850 milliards de mètres cubes de gaz récupérable, c'est le plus important gisement d'hydrocarbures découvert dans le monde en 2015.

## Histoire
Sa découverte est annoncée fin août 2015 par la compagnie pétrolière italienne ENI, qui fait état « de la plus grande découverte de gaz jamais faite en Égypte et en mer Méditerranée »,.
À la suite de la découverte de Zohr, Matteo Renzi appelle le président égyptien pour échanger sur ce changement de « scénario énergétique » dans la Méditerranée. ENI a 100 % des droits d'exploitation, mais annonce son intention de faire entrer d'autres majors de l'énergie dans le capital-risque du projet. En novembre 2016, BP prend 10 % du capital du gisement. En septembre 2017, Rosneft paie $1,125 milliard pour 30 % du projet[réf. souhaitée].
Le navire de forage Saipem 10000 a été mobilisé pour les travaux de test.
Le gisement entre en production en décembre 2017, soit moins de deux ans et demi après sa découverte, un délai très rapide pour un projet aussi complexe. Il est inauguré par le président égyptien Abdel Fattah al-Sissi le 31 janvier 2018.
En août 2018, le ministre égyptien du pétrole et des ressources minières Tarek al-Moulla annonce que le site a atteint une production de 1,75 milliard de BCF/jour, et projette 2 milliards de BCF/jour dès le mois suivant.

## Description
Zohr renfermerait 850 milliards de mètres cubes de gaz récupérable, ce qui en ferait le principal gisement de gaz naturel méditerranéen (doublant pratiquement les réserves de l'Égypte). 
Ce gisement est situé 150 km de la côte, aux limites de la ZEE du pays, où la profondeur d'eau est de 1 450 m. Il occupe une surface de 100 km².

## Changements géopolitiques
L'Égypte était exportatrice (principalement vers la Jordanie et à la Syrie) de gaz jusqu'au début des années 2010 où la donne s'est inversée. Les autorités égyptiennes se sont alors tournées vers le Qatar, l'Arabie saoudite et l'Algérie pour importer du gaz.
La découverte de Zohr permet au pays de s'appuyer sur de nouvelles sources de revenus pour répondre à ses problèmes sécuritaires et financiers. Le gisement de Zohr permettra à l'Égypte une autonomie énergétique pour des décennies, alors qu'en 2015 l'Égypte ne fournit que 80 % de la demande en énergie de son pays. Cependant, cette découverte freine l'ambition du pays de se défaire peu à peu des énergies fossiles qui comptent pour 90 % de l'apport énergétique égyptien. Tarek al-Moulla annonce dès son entrée en production que le site permettra au pays d'atteindre l'auto-suffisance en 1 an, ainsi que d'économiser mensuellement $230 millions en importation de gaz.
Cette découverte améliore les liens diplomatiques entre l'Italie et l'Égypte qui étaient en froid depuis l'affaire Regeni.
Cette découverte a un impact direct sur les intérêts israéliens, principal fournisseur de gaz de l'Égypte avec le champ gazier Tamar 2. Les gouvernements égyptien et israélien devaient également signer un contrat qui augmentait les importations de gaz israélien avec le champ gazier Leviathan, mais la découverte de Zohr a mis fin à cette perspective.
De manière générale, cette découverte permet à l'Égypte et à ses voisins de réduire leur dépendance vis-à-vis du gaz russe. De nombreuses zones restent inexplorées en Méditerranée orientale, où l'Institut d'études géologiques des États-Unis a estimé les ressources du bassin du Levant à 3.400 milliards de mètres cubes.